# Kruchaweczka kępkowa

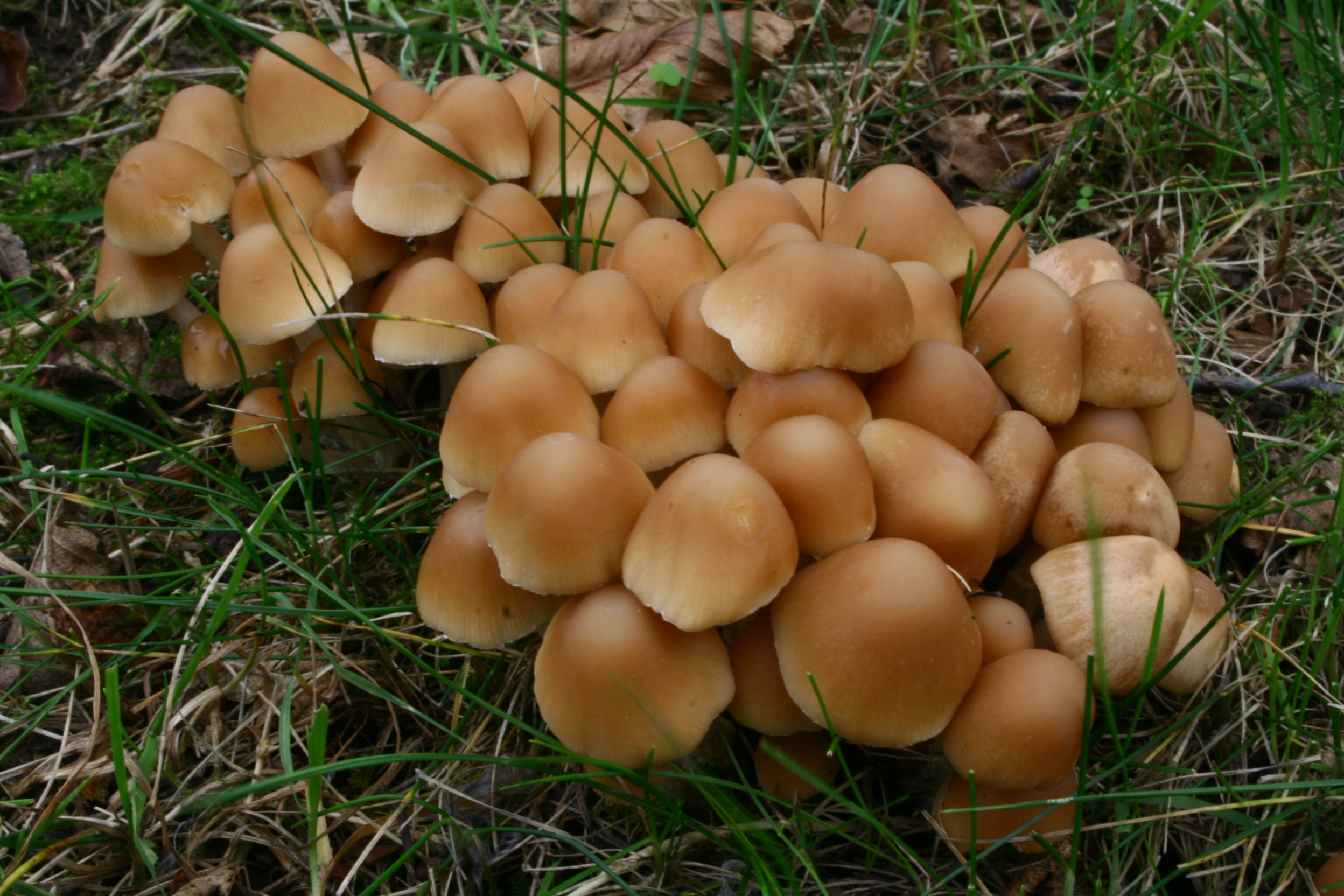

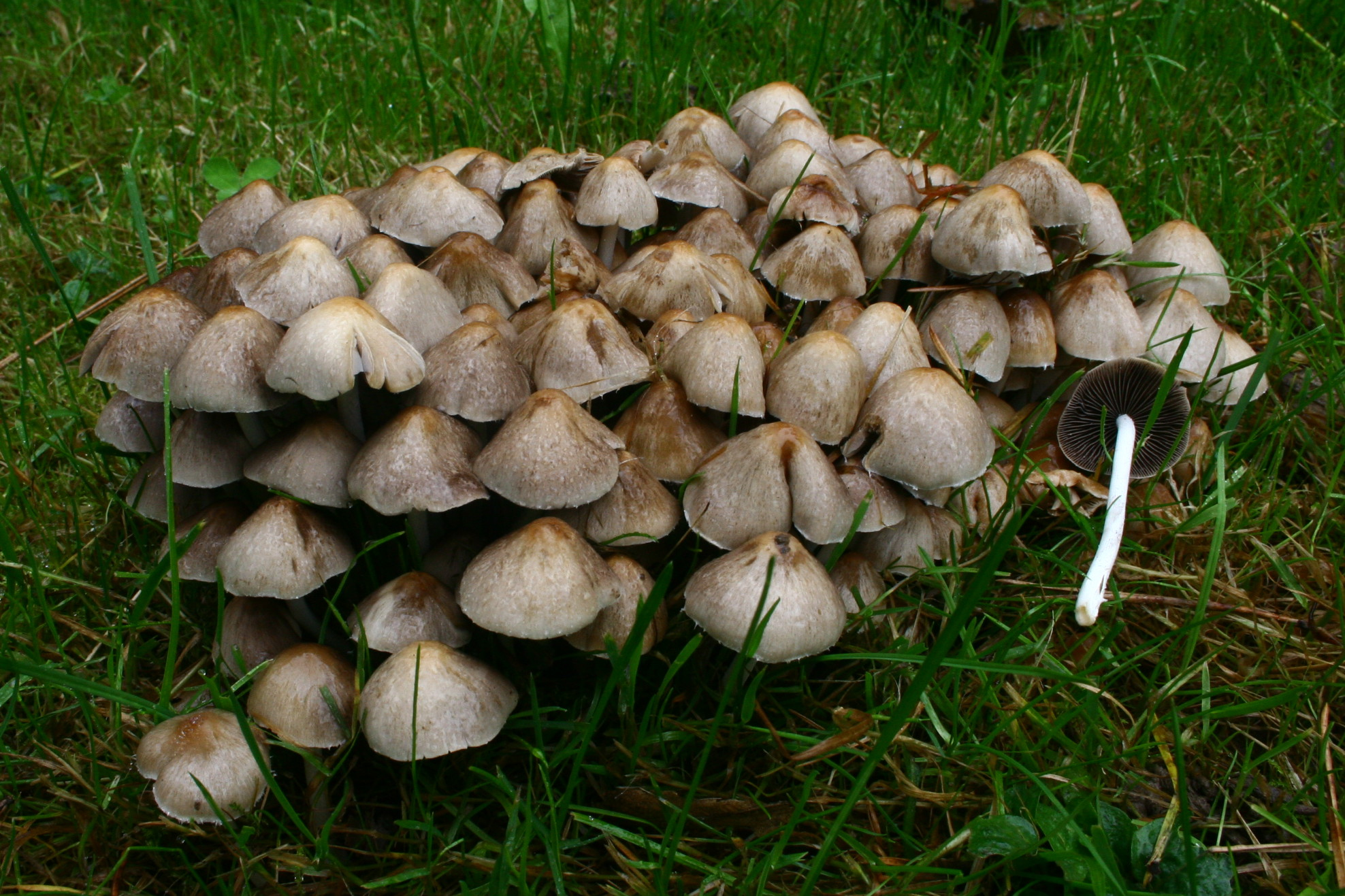

Kruchaweczka kępkowa (Psathyrella multipedata (Peck) A.H. Sm.) – gatunek grzybów należący do rodziny kruchaweczkowatych (Psathyrellaceae).

## Systematyka i nazewnictwo
Pozycja w klasyfikacji według Index Fungorum: Psathyrella, Psathyrellaceae, Agaricales, Agaricomycetidae, Agaricomycetes, Agaricomycotina, Basidiomycota, Fungi.
Po raz pierwszy opisali go w 1905 r. Charles Horton Peck i Joseph-Henri Léveillé nadając mu nazwę Psathyra multipedata. Obecną, uznaną przez Index Fungorum nazwę nadał Alexander Hanchett Smith w 1941 r.
Synonimy:
- Astylospora multipedata (Peck) Murrill 1922
- Drosophila multipedata (Peck) Kühner & Romagn. 1953
- Psathyra multipedata Peck 1905
- Psathyra stipatissima J.E. Lange 1926
- Psathyrella multipedata f. annulata Hagara 2014

Polską nazwę zaproponował Władysław Wojewoda w 2003 r.

## Morfologia
Kapelusz
Średnica do 3 cm, początkowo stożkowaty, potem wypukły, w końcu dzwonkowaty, nigdy jednak nie płaski. Powierzchnia jedwabiście gładka. Jest higrofaniczny; w stanie wilgotnym czerwonawy lub gliniasty, w stanie suchym bladoochrowy, ale często z brązowawym środkiem.
Trzon
Wysokość 4 do 10 cm ponad piaskiem, średnica od 3 do 6 mm. Powierzchnia górą biaława, poza tym brązowawa. Brak pierścienia. Zwykle kilka trzonów złączonych jest podstawami tworząc kępkę.
Blaszki
Przyrośnięte, początkowo jasnoszaro-brązowe, potem ciemnobrązowe.
Cechy mikroskopowe
Wysyp zarodników:
Ciemnofioletowo-brązowy. Zarodniki elipsoidalne, gładkie, 6,5–10 × 3,5–4 µm z porami kiełkowymi.
Miąższ
Cienki, bez wyraźnego zapachu i smaku.

## Występowanie
Znane jest występowanie Psathyrella multipedata w Ameryce Północnej, Europie, Azji, Australii i na Nowej Zelandii. Władysław Wojewoda w swoim zestawieniu grzybów wielkoowocnikowych Polski w 2003 r. podaje 4 jego stanowiska z uwagą, że rozprzestrzenienie tego gatunku w Polsce i stopień zagrożenia nie są znane. Bardziej aktualne stanowiska tego gatunku znajdują się w internetowym atlasie grzybów.
Saprotrof. Występuje w lasach i parkach piasku na zakopanych w ziemi resztkach drzewnych.

## Gatunki podobne
Pospolita kruchaweczka namakająca (Psathyrella piluliformis) rośnie na martwym drewnie liściastym. Młode owocniki są w stanie suchym blado gliniasto-brązowe, potem jaśnieją i stają się ochrowe, a w końcu prawie białe.